# Laura Ferretti
Laura Ferretti, más conocida como La Ferretti (Río Tercero, Córdoba; 13 de agosto de 1975) es una actriz argentina.

## Biografía
Originaria de Córdoba, de la ciudad de Río Tercero, también conocida como “La Ferretti”.
Inició su carrera a los 16 años ganando un concurso de belleza y  participando en diferentes programas de televisión, desfiles de alta costura, producciones fotográficas y paralelamente cursando sus estudios universitarios en marketing y psicología teatral .
Se mudó a USA luego de sus estudios universitarios, precisamente a la ciudad de Miami y después de muchos cástines y pruebas llega en el año 2001 a la pantalla del afamado programa de Univisión “Sábado Gigante”, como coanimadora y comediante.
De la productora también participó en telenovelas como “Las dos caras de Ana”, “Acorralada”, “Tómalo suave”, “Amor comprado”, “Sacrificio de mujer”, “Mi corazón insiste” y series de TV como “La mariposa”, “¿Dónde está Elisa?”, (Colombia) “Corazón valiente” y “Grachi”.
Brevemente se trasladó a Perú para conducir el espacio "Mil disculpas" y regresó a Estados Unidos para participar en "Los metiches". Después de varios años en Miami viaja a México para realizar su debut teatral en la comedia musical “Perfume de gardenia” como Miranda Mour. 
Televisa la recibe en México con “Qué pobres tan ricos”, luego participa en la serie “Blue Demon“, además de su participación en este 2018 en la bioserie “Luis Miguel” para Netflix como la esposa del Negro Durazo.
En cine ha destacado en los films “Nuevo momento” y “Las vecinas”, “La inmoral” y participó como actriz en el festival de cine (marzo 2018) Nespresso, en el cortometraje “Como el sueño de Laura” donde se relata una visión realista de su vida. Se ha presentado este cortometraje en países como en Italia, Roma, México y África.
Sobre el escenario teatral, se ha desenvuelto en puestos como Frankie and Johnnie, Don Juan Tenorio, Hamlet, Romeo y Julieta, Un Adán sin Eva, Crónicas Desquiciadas y Mujeres de par en par, su unipersonal Sonrisa vertical con 3 personajes cómicos presentado en la cosmopolita ciudad de Miami y varios países de Latinoamérica.
Presentó también en México, teatro cabaret “Malas” (comedia) al mejor estilo Almodóvar donde interpretó a cuatro mujeres diferentes y alocadas en el 2017/2018.
Regresó a al teatro en 2018 para la comedia Dos más dos, de la mano del productor teatral Sergio Gabriel.
Interpretó en 2018 a Nora, personaje antagonista en El último dragón y luego en el 2019 como Marisol en la tercera temporada de Rosario Tijeras. 
En el 2020 se desempeña como creadora de su propia serie.

## Carrera

### Telenovelas
- Mil disculpas (2002)
- Los metiches (2002)
- Las dos caras de Ana (2006) - Solange
- Acorralada (2007) - Virginia
- Tomalo Suave (2007) - Laura
- Amor comprado (2008) - Teresa de la Fuente
- Sacrificio de mujer (2011) - Frida Meyer
- La Mariposa (2011) - Raquel Menéndez
- Qué pobres tan ricos (2013) - Valeria Malave[4]
- Blue Demon (2016) - Martina de La Mora
- Las Buchonas (2017) - Susana Godoy
- Luis Miguel: la serie (2018) - Sra. Durazo
- El Dragón: el regreso de un guerrero (2019) - Nora
- Rosario Tijeras (2019) - Marisol
- Un día para vivir (2021) - Susana[5]
- Y llegaron de noche (2024) - Maria [6]

### Cine
- Las Vecinas, Jorvi Entertainment Productions, 2006
- Nuevo Momento, Puerto Rico Film, 2005

### Teatro
- Dos más Dos, México, 2018
- Malas, teatro Cabaret, México, 2017
- La Reunión de Toper, México, 2016
- Perfume de Gardenia, México, 2015
- Mujeres de Par en Par, Kimbara Cumbara Café Teatro - Miami, 2008
- Crónicas Desquiciadas, Miami, 2007
- Un Adán sin Eva, Miami, 2007
- Don Juan Tenorio, Teatro Artime - Miami, 2006
- Frankie and Johnnie, Teatro Globo - Miami, 2005